# Buddha Mountain
Buddha Mountain (cinese: 觀音山, pinyin: Guan yin shan) è un film del 2010 diretto da Li Yu.
Il film, con protagonisti Fan Bingbing e Sylvia Chang, è prodotto dalla casa di produzione indipendente Laurel Films.

## Trama
Nan Feng, una tenace ragazza che canta in un bar, Ding Bo, allontanato dal padre rimasto vedovo, e Fei Zao, grasso amico dei tempi della scuola, sono tre giovani inseparabili amici che condividono un appartamento nella periferia di Chengdu. Quando vengono sfrattati decidono di trasferirsi in un quartiere migliore e prendono in affitto alcune stanze messe a disposizione dalla signora Chang Yueqin, un'ex cantante d'Opera che ha perso il figlio da poco in un incidente. I rapporti tra l'anziana donna e i tre ragazzi sono inizialmente difficili, ma con il tempo si trasformano in una nuova amicizia. I rapporti si consolidano ancora di più quando i tre giovani l'aiutano a ricostruire un piccolo tempio buddhista in rovina sulla montagna Guan Yin.

## Colonna sonora
La colonna sonora della pellicola è realizzata dal compositore iraniano Peyman Yazdanian. Il tema principale del film, intitolato Ci (辞), è stato scritto da Han Han, sulla musica di Mavis Fan, e cantato da Fan Bingbing.

## Distribuzione
La pellicola è stata presentata in anteprima alla 23ª edizione del Tokyo International Film Festival, come film in concorso, il 24 ottobre 2010.
Il film è uscito nelle sale cinematografiche cinesi il 4 marzo 2011.

## Accoglienza
Il film riceve un discreto successo in patria guadagnando più di 10 milioni di dollari.
Buddha Mountain viene generalmente accolto positivamente dalla critica. Variety descrive il film come un dramma energico ed elogia le interpretazioni delle due protagoniste femminili, Fan Bingbing e Sylvia Chang. Il sito Film Business Asia assegna alla pellicola un voto di 8 su 10, mentre l'italiano Everyeye.it parla di «un film che ha più di un motivo per meritare la visione». Si rilevano tuttavia anche alcune critiche discordanti: The Hollywood Reporter definisce il film un dramma quasi riuscito che fallisce quando cade in un inutile romanticismo; sulla stessa linea il sito MYmovies che assegna alla pellicola 2 stelle su 5 parlando di «uno slancio emotivo affievolito dalle punte più zuccherose di un romanticismo patetico»

## Riconoscimenti
- 2010 - Tokyo International Film Festival[10]
  - Premio per la miglior attrice a Fan Bingbing
  - Premio per il miglior contributo artistico

## Titolo
Sebbene il titolo in inglese del film sia Buddha Mountain, il titolo in cinese significa piuttosto Montagna di Guanyin e fa riferimento a Guānyīn, divinità buddhista della compassione, letteralmente "Colei che ascolta i lamenti del mondo"